# Dublanc
Dublanc – wieś w Dominice (parafia świętego Piotra). Według danych szacunkowych na rok 2008 liczy 388 mieszkańców. Ośrodek turystyczny.